# Влак на Сера да Мантикейра
Влакът на Сера да Мантикейра (на португалски: Trem da Serra или Trem da Serra da Mantiqueira) е пътнически влак, опериран от Бразилската асоциация за опазване на железниците (ABPF, Регионал Южен Минас), движещ се по маршрута от гарата на Паса Куатро до гара Коронел Фулженсио, в планината Сера да Мантикейра.
Влакът обикновено работи през уйкенда и почивните дни (желателно е да се потвърди разписанието на гарата). В събота влакът тръгва в 10:00 и в 14:30; в неделните дни — в 10:00, с възможност за организиране на допълнителни пътувания.

## Маршрут
Влакът тръгва от гарата на Паса Куатро, намираща се на km 34 от бившата The Minas and Rio Railway Company, като пътниците имат възможност да посетят фотографска изложба в халето на гарата, под акомпанимента на регионална народна музика.
След като тръгва, влакът се насочва към гара Манака̀, на km 30 от жп линията. Тук се прави малка спирка, където туристите могат да посетят един базар на сувенири и сладкиши, докато през това време локомотива е приготвян за изкачването на планината.
Тръгвайки от Манака̀, влакът почва изкачване, преминавайки през т.нар. бързеи на Манака и моста Естрела.
При крайната спирка, Коронел Фулженсио, на km 25, кота 1085 m, пътниците могат да се запознаят с фотоизложба на минисерии снимани в района — „Mad Maria“ и „JK – minissérie“, и двете продуцирани от Rede Globo; също снимки на машини и коли възстановени от ABPF; и снимки от Конституционална революция от 1932. Има и възможност за безплатна разходка в тунела.
След маневриране, влакът тръгва обратно към Паса Куатро, правейки кратка спирка на моста Естрела за снимки.